# Vol. II
Vol. II é o quarto álbum de estúdio da banda Hurt, lançado a 25 de Setembro de 2007.
Muitas das músicas já tinham sido editadas. "Summers Lost", "Abuse Of SID" e "Better" saíram no primeiro trabalho da banda. "Alone With the Sea", "Loded" e "Et Al" saíram em The Consumation. Todas elas sofreram grandes alterações para este álbum.

## Faixas
Todas as faixas por L. Wince, exceto onde anotado.
1. "Summers Lost" - 6:10
2. "Ten Ton Brick" (L. Wince, P. Spatola, J. Ansley) - 3:50
3. "Aftermath" (L. Wince, P. Spatola) - 3:13
4. "Abuse Of SID" - 4:50
5. "Alone With The Sea" - 5:22
6. "Talking To God" - 4:53
7. "Loded" - 3:13
8. "Better" - 4:27
9. "Assurance" - 4:34
10. "On The Radio" - 5:10
11. "Et Al" - 5:22
12. "Thank You For Listening" - 6:55

## Tabelas
| Ano  | Álbum / Single  | Posições      | Posições        | Posições           | Posições       |
| Ano  | Álbum / Single  | Billboard 200 | Top Heatseekers | US Mainstream Rock | US Modern Rock |
| ---- | --------------- | ------------- | --------------- | ------------------ | -------------- |
| 2007 | Vol. II         | #101          | #1              | -                  | -              |
| 2007 | "Ten Ton Brick" | -             | -               | #6                 | #28            |
| 2008 | "Loded"         | -             | -               | #33                | -              |

## Créditos
- J. Loren Wince - Vocal, guitarra, violino, banjo
- Evan Johns - Bateria
- Josh Ansley - Baixo
- Paul Spatola - Guitarra, dobro, piano